# Tian Yu
Tian Yu (? -251.) bio je kineski vojskovođa u službi države Cao Wei, jednog od Tri kraljevstva. Tian Yu je pod Xiang Yangom branio teritorije Cao Weija od napada države Istočni Wu, kada je Lu Xun nastojao iskoristiti Zhuge Liangove Sjeverne ekspedicije.